# UkrSpecSystems PD-2
UkrSpecSystems PD-2 je ukrajinské víceúčelové vojenské bezpilotní letadlo. Vzniklo jako prostředek pro provádění průzkumu i provádění bojových operací svrháváním bomb do hmotnosti 3 kg. V základním provedení jde o stroj s konvenčním vzletem a přistáním, který může být doplněn moduly umožňujícími vertikální vzlet a přistání.

## Vznik a vývoj
Od počátku ruské agrese proti Ukrajině v roce 2014 viděly Ozbrojené síly Ukrajiny potřebu bezpilotních prostředků, především pro průzkum. Dobrovolníci zakupovali civilní drony, které se buď používaly v nezměněné podobě, nebo byly přizpůsobeny válečným potřebám. Na pomoc operacím ozbrojených sil na východní Ukrajině vznikla dobrovolnická organizace „Lidový projekt“. Její snahy o dovoz moderních bezpilotních letadel se setkávaly s neochotou některých zahraničních společností prodat jejich výrobky. Jako alternativa byl ve spolupráci se společností UkrSpecSystems vyvinut stroj PD-1. Jeho hloubkovou modernizací v roce 2020 vznikl stroj PD-2 se zvýšenou nosností, delším dosahem povelového systému a dalšími vylepšeními. Dosahuje vytrvalosti až 10 hodin letu a dostupu až 3 000 m. Modulární konstrukce dovoluje konverzi na stroj kategorie VTOL přidáním pomocných elektromotorových jednotek.

## Varianty
PD-2FW
základní provedení kategorie CTOL
PD-2FW2
odlehčená varianta bez podvozku, startující za pomoci katapultu a přistávající pomocí padáku
PD-2-VTOL
varianta modifikovaná pro vertikální vzlet a přistání

## Specifikace (PD-2FW)

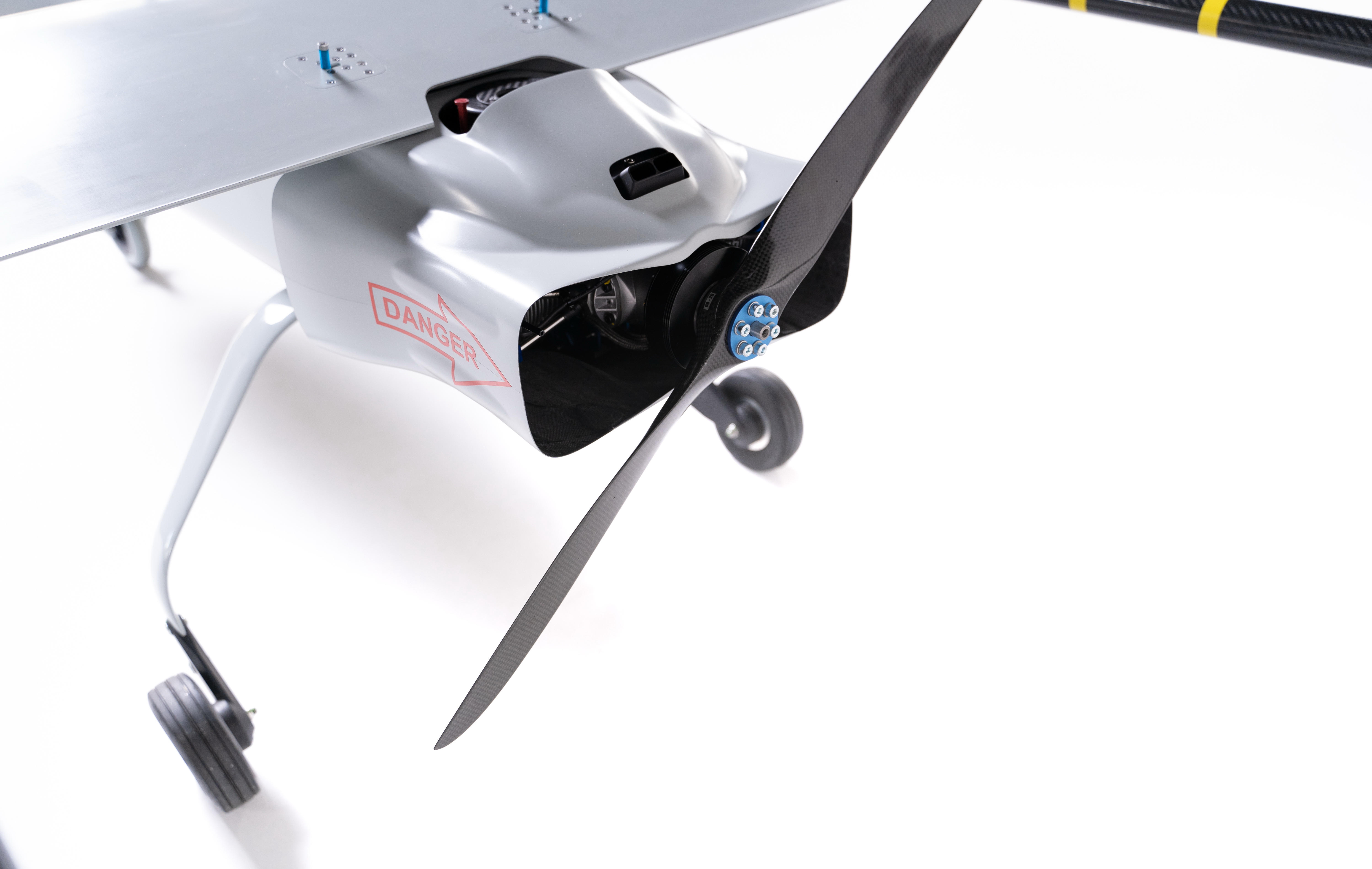
Pohled na pohonnou jednotku a vrtuli

Údaje podle:

### Technické údaje
- Posádka: 0
- Nosnost: až 19 kg
- Délka: 2,85 m
- Rozpětí: 5 m
- Výška: 1,02 m
- Maximální vzletová hmotnost: 55 kg
- Pohonná jednotka: 1 × čtyřtaktní zážehový motor
- Vrtule: dvoulistá
- Jiné: komunikační dosah 220 km

### Výkony
- Maximální rychlost: 140 km/h
- Cestovní rychlost: 100 km/h
- Pádová rychlost: 65 km/h
- Dolet: 1 000 km
- Vytrvalost: 10 hodin letu[p 3]
- Praktický dostup: 4 700 m
- Stoupavost: 3 m/s